# TÜV Rheinland

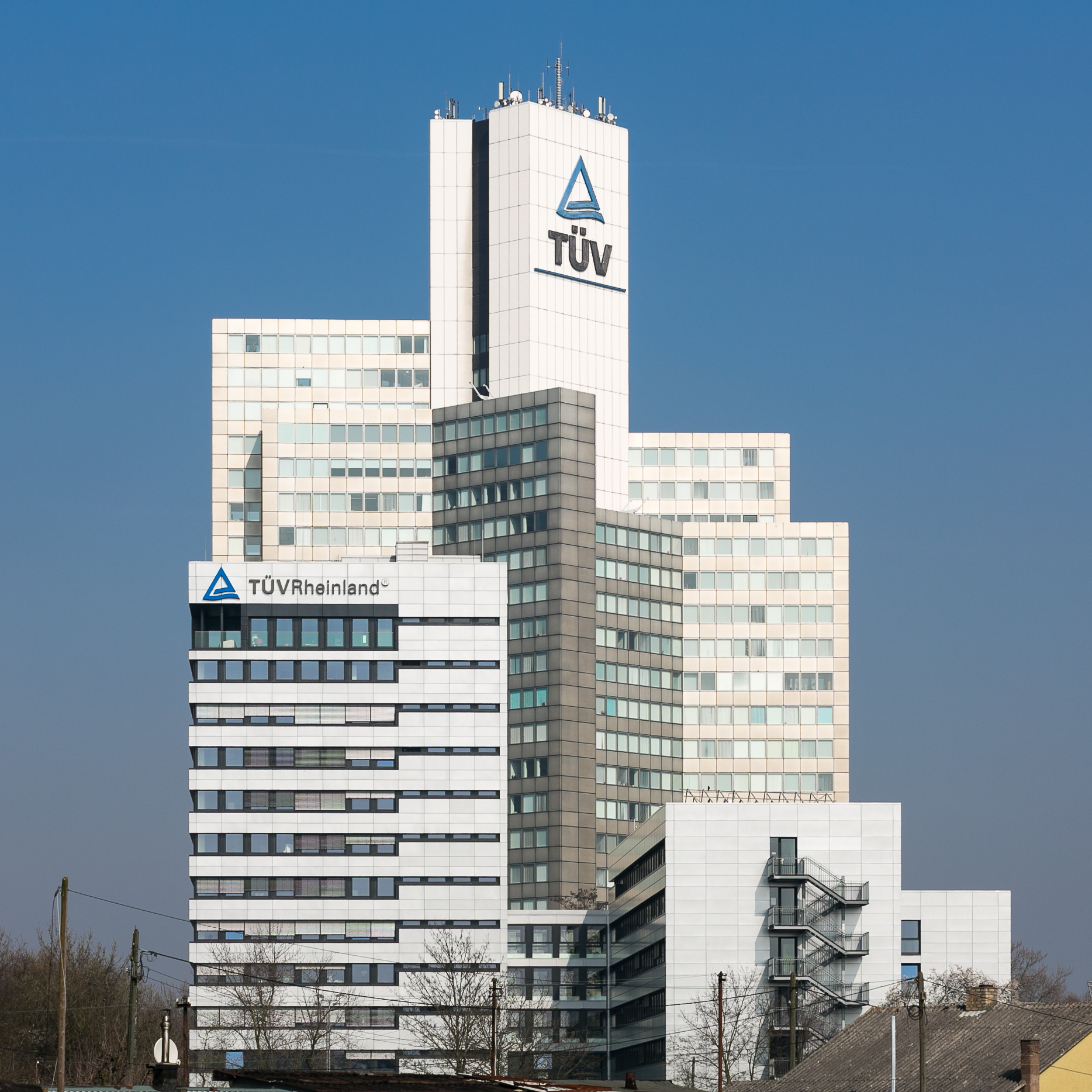
TÜV-Rheinland-Hochhaus in Köln

Die TÜV Rheinland AG ist ein international tätiger, unabhängiger Prüfdienstleister mit Sitz in Köln-Poll. TÜV Rheinland ist als technische Prüforganisation in den Bereichen Sicherheit, Effizienz und Qualität tätig. TÜV Rheinland ist die am stärksten international ausgerichtete der drei im Wettbewerb stehenden TÜV-Unternehmensgruppen in Deutschland. Vorsitzender des Vorstandes der TÜV Rheinland AG ist Michael Fübi, Aufsichtsratsvorsitzender ist Michael Hüther. Alleiniger Aktionär der TÜV Rheinland AG ist der TÜV Rheinland Berlin Brandenburg Pfalz e. V.
Mit 25.900 Mitarbeitern erwirtschaftete der TÜV Rheinland 2024 einen Umsatz von 2,71 Milliarden Euro und einen Gewinn vor Zinsen und Steuern von 214,8 Millionen Euro. Beim Umsatz entfielen 52,4 Prozent auf das Geschäft außerhalb Deutschlands. Das Unternehmen ist weltweit auf allen Kontinenten mit eigenen Gesellschaften präsent. 16.400 Mitarbeiter sind außerhalb Deutschlands tätig, 9.500 innerhalb.

## Geschichte
Im Zuge der industriellen Revolution hielten im 19. Jahrhundert die Dampfmaschinen Einzug in die Fabriken. Mancher Dampfkessel hielt jedoch den Belastungen nicht stand und es kam zu zahlreichen Kesselexplosionen mit Toten und Verletzten. Am 31. Oktober 1872 gründeten deshalb Unternehmer unter dem Vorsitz des Tuchfabrikanten Gustav Schlieper jun. in Eigeninitiative den „Verein zur Überwachung der Dampfkessel in den Kreisen Elberfeld und Barmen“. Elberfeld-Barmen (heute Wuppertal) war der erste große industrielle Ballungsraum Kontinentaleuropas. Weitere Vereinsgründungen in Koblenz (6. Juli 1873), Aachen (17. November 1873) und Mönchengladbach (1. April 1874) folgten. Ziel der Vereinsgründungen war es, das Explosionsrisiko der Dampfkessel durch Überwachung der Technik zu minimieren. Diese Vereine wurden in der Folge vom Deutschen Kaiserreich mit der Aufgabe betraut, hoheitliche Sicherheitsinspektionen durchzuführen. Am 1. April 1877 schlossen sich 80 Dampfkesselbetreiber im Rheinland zum „Rheinischen Dampfkesselüberwachungsverein Cöln-Düsseldorf“ (DÜV) mit Sitz in Düsseldorf zusammen.
Gegen Ende des 19. Jahrhunderts setzte die Motorisierung in Deutschland ein. In Deutschland wurde die erste Fahrerlaubnis im Jahr 1888 für Carl Benz ausgestellt, den Erfinder des Automobils. Ab 1900 kontrollierte der DÜV die ersten Kraftfahrzeuge und nahm Führerscheinprüfungen ab. Mit zunehmender Motorisierung wurde am 29. September 1903 in einem preußischen Ministerialerlass die erste grundsätzliche, reichsweite Regelung der Prüfung von Kraftfahrzeugführern eingeführt. Für die Prüfungen wurden die Sachverständigen des DÜV empfohlen.
Am 1. April 1909 spaltete sich der Rheinische Dampfkesselverein in zwei eigenständige Vereine, nämlich den Rheinischen D.Ü.V. Düsseldorf-Essen und den D.Ü.V. Cöln, auf. Aufgrund der weiteren Technisierung der Industriegesellschaft weitete der DÜV 1918 seine Aktivitäten auf die Bereiche Bergbau und Energie aus. 1936 wurde aus dem Rheinischen DÜV der „Technische Überwachungsverein Köln“, kurz TÜV Köln. Die Lizenz zur Durchführung der Fahrerlaubnisprüfungen musste dabei 1940 an Ingenieure des Nationalsozialistischen Kraftfahrkorps (NSKK) abgegeben werden; erst 1950 durfte der TÜV wieder die Führerscheinprüfung durchführen.
Anfang der 1960er Jahre war der „TÜV Köln“ auf 600 Beschäftigte angewachsen und hatte sich auf sechs Standorte im Rheinland ausgeweitet. 1962 wurde deshalb das Unternehmen in „TÜV Rheinland e. V.“ umbenannt. Unter dem Vorsitz von Albert Kuhlmann begann das Unternehmen zunächst mit einer nationalen und kurze Zeit darauf mit seiner internationalen Expansion: 1967 wurde die erste deutsche TÜV-Rheinland Tochtergesellschaft gegründet, gefolgt von der ersten Tochtergesellschaft im Ausland im Jahr 1970. Im gleichen Jahr wurde mit dem Bau der neuen Unternehmenszentrale Am Grauen Stein im Kölner Stadtteil Poll begonnen. Das 114 m hohe Hochhaus, ein Werk des Architekten Helmut Hentrich, wurde 1974 bezogen.
Zur Steuerung der operativen Gesellschaften wurde 1993 die TÜV Rheinland AG gegründet. 1997 fusionierte der TÜV Rheinland mit dem TÜV Berlin-Brandenburg e. V. zum „TÜV Rheinland Berlin Brandenburg e. V.“ Eine weitere Fusion erfolgte 2003 mit dem TÜV Pfalz e. V. zum „TÜV Rheinland Berlin Brandenburg Pfalz e. V.“.

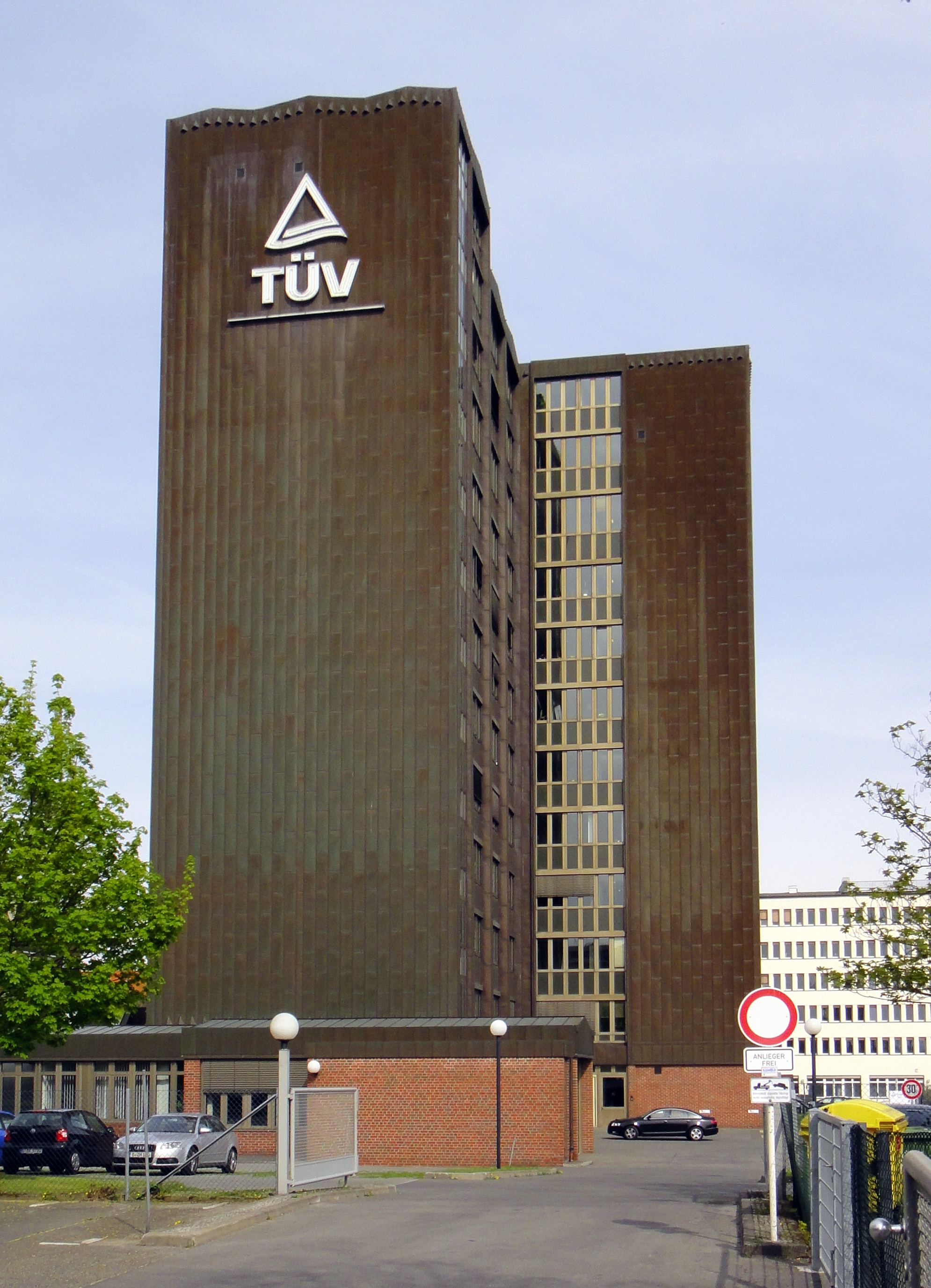
TÜV Rheinland in Berlin

Gleichzeitig wurde die Unternehmensgruppe in „TÜV Rheinland Group“ umbenannt und richtete sich zunehmend als international agierendes Unternehmen aus. 2005 werden die LGA sowie zwei große ungarische Prüfinstitute integriert.
Durch umfangreiche Akquisitionen in den Jahren 2006 und 2010 gehört TÜV Rheinland in Brasilien zu den größten unabhängigen Prüfunternehmen mit weit über 1.800 Mitarbeitern. Seit der Gründung der Tochtergesellschaft in Australien im Jahr 2007 ist TÜV Rheinland auf allen Kontinenten im Markt vertreten. TÜV Rheinland erzielte 2012 erstmals in der Konzerngeschichte mehr Umsatz außerhalb Deutschlands als in Deutschland. Rund 60 Prozent der Beschäftigten sind außerhalb Deutschlands tätig.
Am 29. September 2014 hat der Aufsichtsrat Michael Fübi mit Wirkung zum 1. Januar 2015 zum Vorsitzenden des Vorstands berufen. Der Ingenieur war zuvor Vorstand der RWE Technology, die für die Projektentwicklung und den Kraftwerksbau im RWE-Konzern verantwortlich ist. Zuvor war er für die Babcock Borsig AG und seit 2002 für die RWE tätig. Im Januar 2010 wurde er in die Geschäftsführung und im September 2012 in die Geschäftsführung der RWE Technology berufen.

## Arbeitsfelder

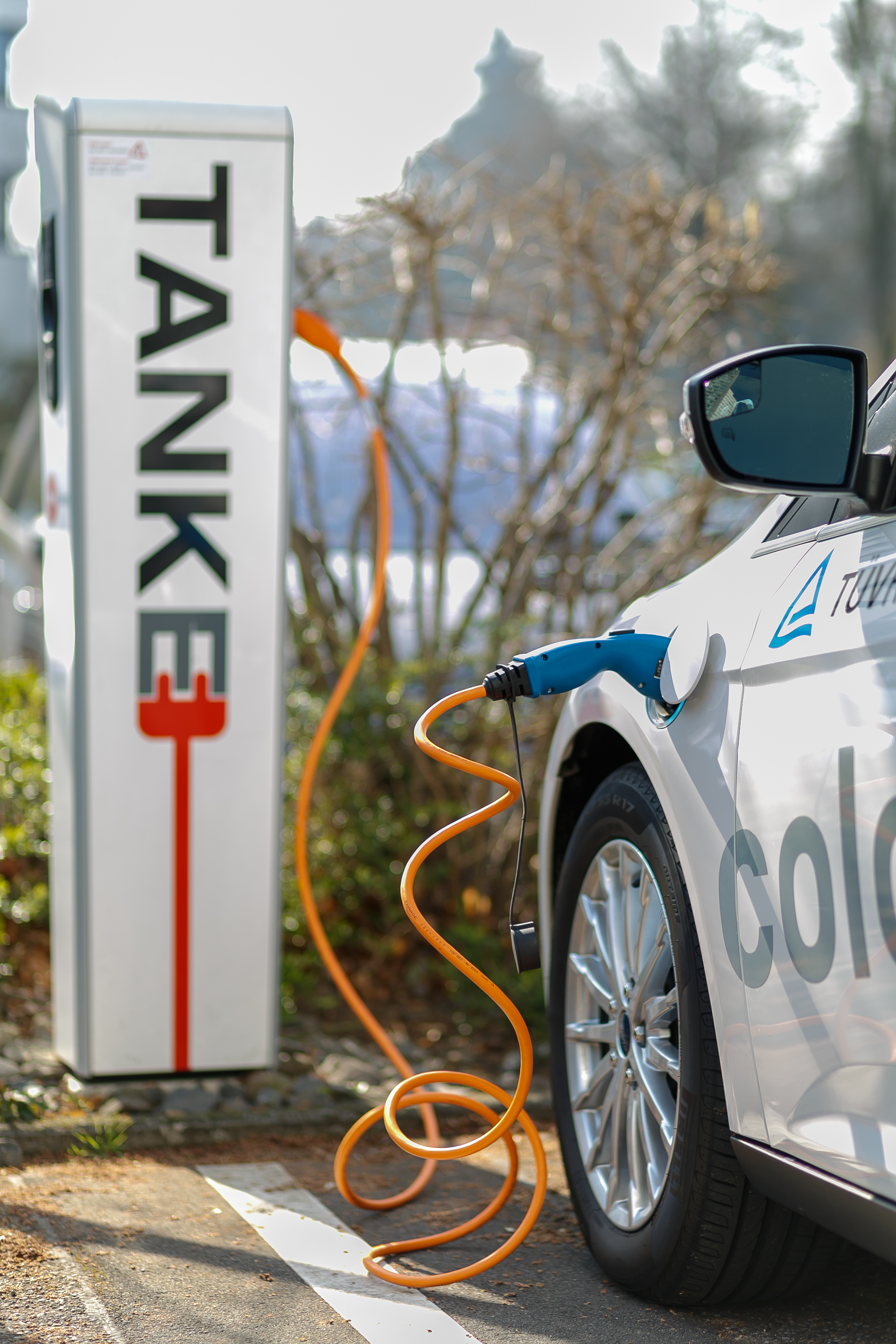
E-Tankstelle vor der Unternehmenszentrale in Köln

TÜV Rheinland ist ein unabhängiger Dienstleistungskonzern für Prüfung, Inspektion, Zertifizierung und Beratung und Training. Das Unternehmen hat seine Dienstleistungen in vier Geschäftsbereichen gebündelt: Industrie Service & Cyber Security, Mobilität sowie Produkte, People & Business Assurance. TÜV Rheinland prüft technische Anlagen, Produkte und Dienstleistungen, begleitet Projekte und gestaltet Prozesse für Unternehmen.
Dienstleistungen bietet TÜV Rheinland für nahezu alle Wirtschaftszweige und Lebensbereiche an. Dazu zählen beispielsweise die Energiewirtschaft, die Produktion von Konsumgütern, die Automobil-, Grundstoff- und Investitionsgüterindustrie, Handel, Bau, Nahrungsmittelindustrie, Luftfahrt, IT-Branche, IT-Sicherheit und Datenschutz, Logistik, Banken und Finanzdienstleister, Landwirtschaft, Freizeit und Tourismus oder der Bildungssektor und die Gesundheitsbranche.
TÜV Rheinland übernimmt in vielen Ländern auch Aufgaben zur Entlastung des Staates, zum Beispiel die Überprüfung von Kraftfahrzeugen und Industrieanlagen sowie die Abnahme von Führerscheinprüfungen.

### Industrie Service &  Cyber Security
Der größte Geschäftsbereich der Industrieprüfung beinhaltet die klassische Prüfung von Industrieanlagen, Kraftwerken, Dampfkesseln, Druckbehältern und Aufzügen ebenso wie die Bereiche Bautechnik, Infrastruktur- und Projektmanagement. Dazu kommt der Bereich Informationssicherheit mit Beratung und Zertifizierung. Zudem engagiert sich TÜV Rheinland zunehmend in der Energiebranche. Das gilt für Prüfungen und Zertifizierungen im Bereich der erneuerbaren Energien ebenso wie für Infrastruktur und konventionelle Kraftwerkstechnologie oder die Öl- und Gasbranche. Das Unternehmen unterhält im Bereich der erneuerbaren Energien ein breites Netz von Solar Energy Assessment Center mit dem Schwerpunkt der Prüfung und Zertifizierung von Photovoltaikmodulen.

### Mobilität
TÜV Rheinland kontrolliert jährlich die Sicherheit von 8,6 Millionen Fahrzeugen in Deutschland und weltweit. Speziell im Bereich der Fahrzeuguntersuchungen unterhält TÜV Rheinland 275 Prüfstellen in Chile, Deutschland, Frankreich, Lettland und Spanien sowie Testzentren für passive Sicherheit, Abgas- und Motorentechnik. Ein weiteres Betätigungsfeld sind Schaden- und Wertgutachten einschließlich des spezialisierten Marktes für hochwertige Oldtimer. International wird zudem der Bereich der Leistungen in der Bahntechnik weiter forciert.

### Produkte
TÜV Rheinland prüft weltweit die Sicherheit, Gebrauchstauglichkeit und Funktionalität sowie Qualität von Produkten. Dabei ist er von der Entwicklung bis zur Marktzulassung, national und international, als Prüfdienstleister tätig. Die Prüfungen finden unter anderen in den Bereichen Medizin, Schutzkleidung, Kinderspielzeug, Kosmetik, Lebensmittel, Fahrzeuge und Elektronik statt.

### People & Business Assurance
TÜV Rheinland hat zum 1. Januar 2024 im Geschäftsbereich People & Business Assurance sämtliche Dienstleistungen zusammengeführt, die zuvor in den beiden Geschäftsbereichen „Academy & Life Care“ sowie „Systeme“ angeboten wurden.
Im ehemaligen Bereich Academy & Lifecare hat TÜV Rheinland zahlreiche Dienstleistungen rund um den Menschen an seinem Arbeitsplatz und in seinem beruflichen Umfeld in einem eigenen Geschäftsbereich gebündelt. Darin eingeschlossen sind Themen der Personal- und Organisationsentwicklung, Weiterbildungen und Seminare, betriebliches Gesundheitsmanagement, Arbeitsmedizin und Arbeitssicherheit, Personenzertifizierungen, Arbeitsmarktdienstleistungen sowie Personenzertifizierungen, Arbeitsmarktdienstleistungen und Digitale Transformation. Im Bereich der Weiterbildung und Personalentwicklung zählt der Geschäftsbereich zu den größten privaten Bildungsanbietern in Deutschland. Außerhalb von Deutschland ist die TÜV Rheinland Akademie in 24 Ländern am Markt vertreten, darunter China, Indien, Frankreich, Spanien, Polen und Saudi-Arabien.
Der ehemalige Bereich Systeme bewertet Managementsysteme nach international anerkannten Standards oder nach individuellen Leistungskriterien. Zu den wichtigsten Standards, die überprüft werden, gehören Qualitätsmanagement, Umweltmanagement und betriebliche Arbeitssicherheit.
Seit 2014 bietet TÜV Rheinland ein Zertifikat für Arbeitgeber, um die Werteorientierung eines Unternehmens sichtbar machen zu können. Die Kriterien beziehen sich auf die Beurteilung von Personalmanagementstrategien und die gelebte Praxis bzgl. der Personalbeschaffung und -entwicklung. Einige Zusatzmodule wie „Elternfreundlichkeit“ und „Fit für ausländische Fachkräfte“ werden angeboten.

## Internationale Tätigkeiten
TÜV Rheinland verfügt über ein weltumspannendes Netzwerk von Prüflaboratorien und Prüfstellen zur Analyse unterschiedlicher Fragestellungen. Dazu zählen unter anderem Labore zur Umweltanalytik und für Werkstofftechnik, für physikalische und chemische Prüfungen sowie für die Analyse von Lebensmitteln.
Die größten Laborzentren der so genannten Global Technology Assessment Center (GTAC) von TÜV Rheinland befinden sich in Bangkok, Budapest, Köln/Nürnberg, Mailand, Silicon Valley, Shanghai und Yokohama. In den GTAC kontrollieren und zertifizieren Experten des unabhängigen Prüfdienstleisters rund um den Globus die Qualität und Sicherheit von Produkten. Das spiegelt die Realität der weltweiten Warenströme wider.
Der TÜV Rheinland ist Mitglied beim Global Ecolabelling Network.

## Unternehmensstrategie
2019 wurde die Unternehmensstrategie neu ausgerichtet. Das Ziel bis 2022 ist ein weiteres internationales Umsatzwachstum, ein Wachstum der Profitabilität sowie ein Zuwachs an Mitarbeitern in Deutschland und weltweit. Weiterhin steht die Vereinfachung von Prozessen und Strukturen sowie die Konzentration auf skalierbare Dienstleistungen im Mittelpunkt. Wichtigste inhaltliche Felder sind die Digitalisierung und Industrie 4.0, Services in der Qualitätssicherung entlang globaler Warenströme, Energie und Infrastruktur sowie neue Formen der Industrieprüfung.

## TÜV Rheinland Prüfzeichen
Im Laufe der Zeit waren im Unternehmen über 130 unterschiedliche TÜV Rheinland Prüfzeichen entstanden, die teils regional, teils international eingesetzt wurden. Seit Januar 2013 gibt es nur noch ein TÜV Rheinland Prüfzeichen; ein viereckiger, weißer „Button“ mit dem Unternehmenslogo und im unteren Viertel des Feldes dem weißen Schriftzug „ZERTIFIZIERT“ auf blauem Grund.  Das Prüfzeichen von TÜV Rheinland wird durch eine zehnstellige ID-Nummer ergänzt, die auf der Webpräsenz des Unternehmens öffentlich zugänglich ist und Details zur jeweiligen Zertifizierung enthält. Nach einer gewissen Zeit wird die Seite zur ID allerdings offline genommen. In Kombination mit einem QR-Code wird das Prüfzeichen so auch fälschungssicher gemacht, da eine Überprüfung möglich ist. Weitere Ergänzungen, je nach Zertifizierung, können die Angabe von externen Prüfzeichen, wie dem GS-Zeichen, oder auch die Angabe zur nächsten Prüfung sein. Die Ergänzung des Prüfzeichens durch einen Schlüsselbegriff macht deutlich, was genau vom TÜV Rheinland geprüft worden ist. Dazu gehört seit 2012 auch die Zertifizierung „Grüner Produkte“, beispielsweise von Routern, Waschmaschinen oder Möbeln.

## Auszeichnungen
Im Juli 2013 wurde der Film zur Einführungskampagne des neuen Prüfzeichens mit dem Red Dot Design Award ausgezeichnet. Das internationale Research-Unternehmen CRF Institute zeichnete 2016 zum neunten Mal in Folge TÜV Rheinland als einen der führenden Arbeitgeber in Deutschland aus.

## Eigenständigkeit
TÜV Rheinland ist ein eigenständig agierendes Unternehmen. Daneben gibt es in Deutschland den TÜV Süd (TÜV Hanse als Tochtergesellschaft), den TÜV Nord, den TÜV Hessen, den TÜV Saarland und den TÜV Thüringen als weitere national wie international konkurrierende TÜV-Gesellschaften. Die Eigenständigkeit dieser Unternehmen ist weiten Teilen der Bevölkerung und vielen Kunden der Unternehmen nicht bewusst. „Der TÜV“ wird vielfach als ein Unternehmen mit regionalen Erscheinungsbildern wahrgenommen.

## Persönlichkeiten
Von den Anfängen unter dem Vorsitz des Elberfelder Tuchfabrikanten Gustav Schlieper jun. bis zum heutigen international agierenden Unternehmen, prägten verschiedene Persönlichkeiten das Bild von TÜV Rheinland. Die nachfolgenden Listen geben eine Übersicht über die Manager an der Spitze des Unternehmens. Mit der Umwandlung zur Aktiengesellschaft im Jahr 1993 wurde aus dem Vorsitzenden der Geschäftsführung der „Vorstandsvorsitzende der TÜV Rheinland AG“. Die Zeitleiste für die Vorsitzenden des Verwaltungsrates setzt dabei später ein, da dieses Gremium erst mit der Gründung des „Technischen Überwachungsverein Köln“ entstand.
| 1872–1875 | Gustav Schlieper jun. |
| 1876–1878 | Otto Budde            |
| 1879–1885 | Hermann Blecher       |
| 1886–1901 | Oscar Schlieper       |
| 1902–1907 | C. F. Zschocke        |
| 1908–1931 | Heinrich Overbeck     |
| 1931–1938 | Paul Neumann sen.     |
| 1938–1950 | Friedrich Ebel        |
| 1951–1962 | Ernst Helfrich        |
| 1962–1992 | Albert Kuhlmann       |

| 1993–2009           | Bruno O. Braun    |
| 2010–2011           | Friedrich Hecker  |
| 2011–2014           | Manfred Bayerlein |
| 2014                | Ulrich Fietz      |
| seit 1. Januar 2015 | Michael Fübi      |

| 1938–1947 | Fritz Lehmann      |
| 1947–1951 | Otto Einsler       |
| 1951–1975 | Heinz Horn         |
| 1975–1978 | Walter Bellingrodt |
| 1978–1987 | Paul-Ernst Bauwens |
| 1987–1990 | Erich Seifert      |
| 1990–1993 | Paul-Ernst Bauwens |
| 1993–1994 | Albert Kuhlmann    |
| 1994–2002 | Heinz Malangré     |
| 2002–2017 | Gerd Schäfer       |
| seit 2017 | Patrick Adenauer   |

## TÜV Rheinland Stiftung
Im Jahr 2006 tritt TÜV Rheinland der strategischen Initiative „Global Compact“ der Vereinten Nationen bei. Das internationale Netzwerk von Unternehmen und Interessenorganisationen macht sich weltweit für Menschenrechte, für grundlegende Arbeitsrechte und für Umweltschutz sowie gegen Korruption stark.
2008 wurde durch die  TÜV Rheinland Stiftung erstmals der Internationale TÜV Rheinland Global Compact Award verliehen. Der Preis wird an herausragende Persönlichkeiten verliehen, die mit ihrer Arbeit die Ziele des Global Compact der Vereinten Nationen unterstützen.

## Kontroversen

### PIP-Skandal
Im Zusammenhang mit dem Gesundheitsskandal des französischen Medizinprodukteherstellers Poly Implant Prothèse (PIP), steht TÜV Rheinland in der Kritik, der als Benannte Stelle für die Zertifizierung der PIP-Implantate als implantierbare Medizinprodukte im Zusammenhang mit der CE-Kennzeichnung zuständig war. TÜV Rheinland zeichnete für die Überprüfung des Qualitätsmanagements und die Einhaltung der europäischen Richtlinie für Medizinprodukte verantwortlich. Das Unternehmen macht geltend, dass es selbst Opfer des kriminellen Vorgehens von PIP wurde und bereits seit Bekanntwerden der Unregelmäßigkeiten im März 2010 juristisch gegen den Implantathersteller tätig wurde. Bislang haben zwei Gerichte in erster Instanz entschieden, dass TÜV Rheinland im Zusammenhang mit den PIP-Implantaten keinerlei Versäumnisse vorzuwerfen sind. Der Vorstandsvorsitzende von TÜV Rheinland fordert als Konsequenz aus dem Skandal Änderungen an den Prüfvorschriften, um zukünftig extreme kriminelle Handlungen besser unterbinden zu können. Dazu soll nach seinen Vorstellungen ein 4-Punkte-Programm eingeführt werden, das Baumusterprüfungen, Entnahme von Proben aus der Fertigung und Untersuchungen von bereits ausgelieferten Produkten zwingend vorschreibt. Außerdem sollen Aufsichtsbehörden verpflichtet werden, die Prüforganisationen in ihren Informationsfluss einzubeziehen. TÜV Rheinland wurde im Januar 2013 von einer betroffenen 62-jährigen Frau aus Ludwigshafen auf Schadensersatz verklagt. Am 12. September 2013 reichte die Krankenversicherung AOK Bayern beim Landgericht Nürnberg-Fürth eine Klage gegen TÜV Rheinland ein. Dabei verlangt die AOK Bayern als Schadenersatz die Übernahme der Kosten der Operationen zur Entnahme der Brustimplantaten von 27 Versicherten.

### Textilfabriken in Bangladesch
ARD Monitor berichtete am 6. Juni 2013 über zu laxe Kontrollen von TÜV Rheinland in Textilfabriken in Bangladesch. Dort sollen soziale Standards und Arbeitsbedingungen (über das BSCI Siegel) der lokalen Fabrikarbeiter überwacht werden. Es wurde kritisiert, dass Fabrikarbeiterinnen hohe Überstunden leisten müssen und gelegentlich geschlagen werden. TÜV Rheinland weist diese Vorwürfe in einer Pressemitteilung zurück.